# Christoph Kaufmann
Christoph Kaufmann noto come l'apostolo del genio (Winterthur, 14 agosto 1753 – Berthelsdorf, 21 marzo 1795) è stato un filosofo e medico svizzero, nonché una figura originale dell'"era del genio" della fine del XVIII secolo.

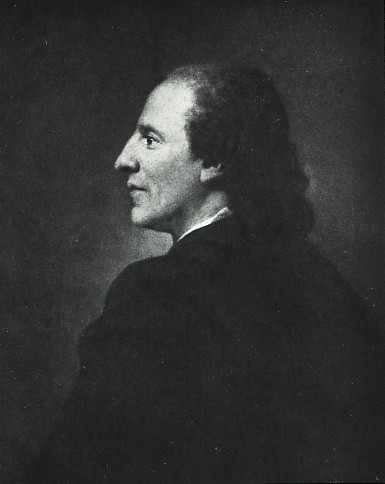
Christoph Kaufmann; Dipinto di Anton Graff, 1794

Fu lui a coniare il termine "Sturm und Drang".

## Biografia

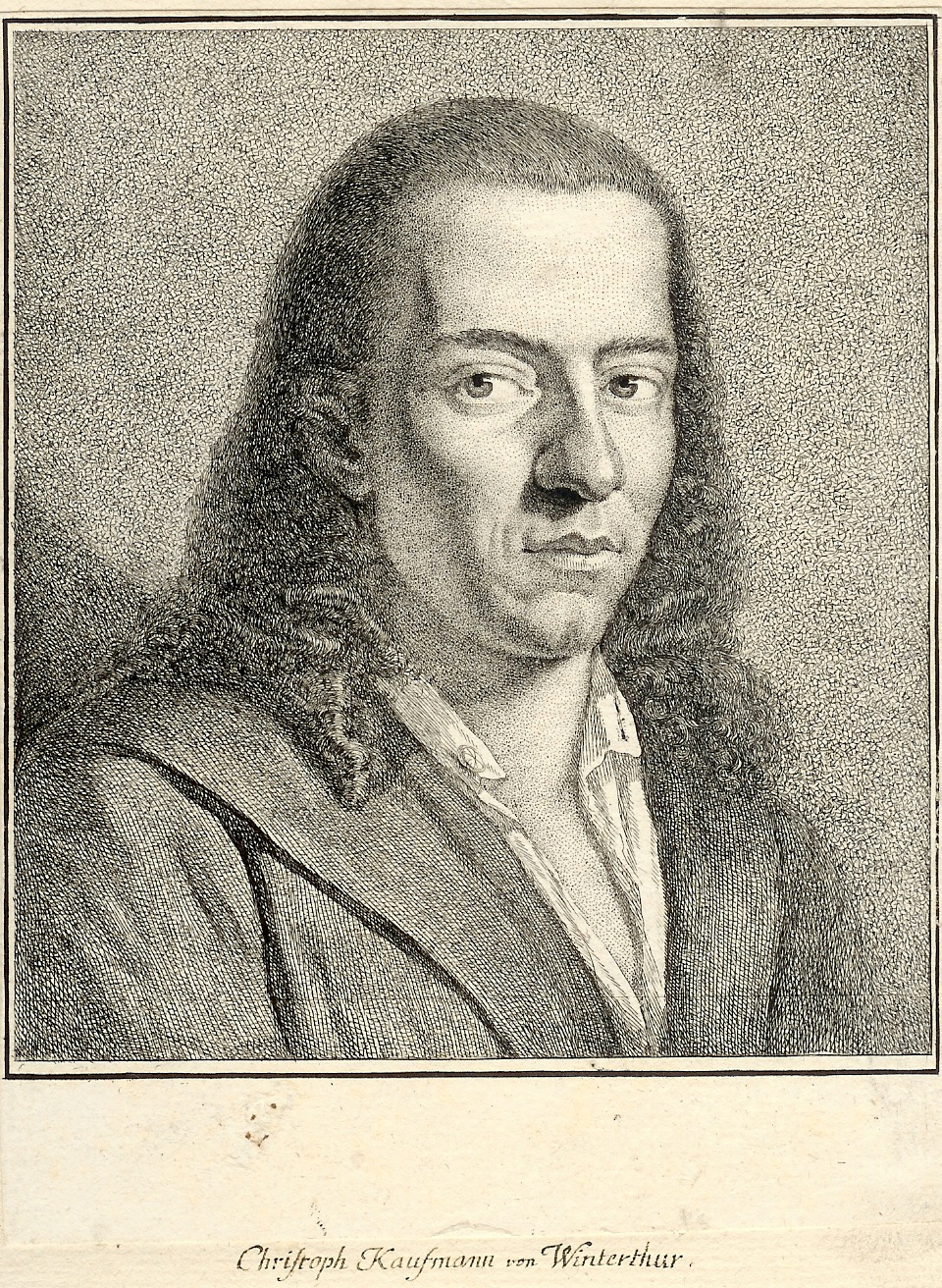
Christoph Kaufmann, incisione su rame dalla cerchia di Johann Kaspar Lavater

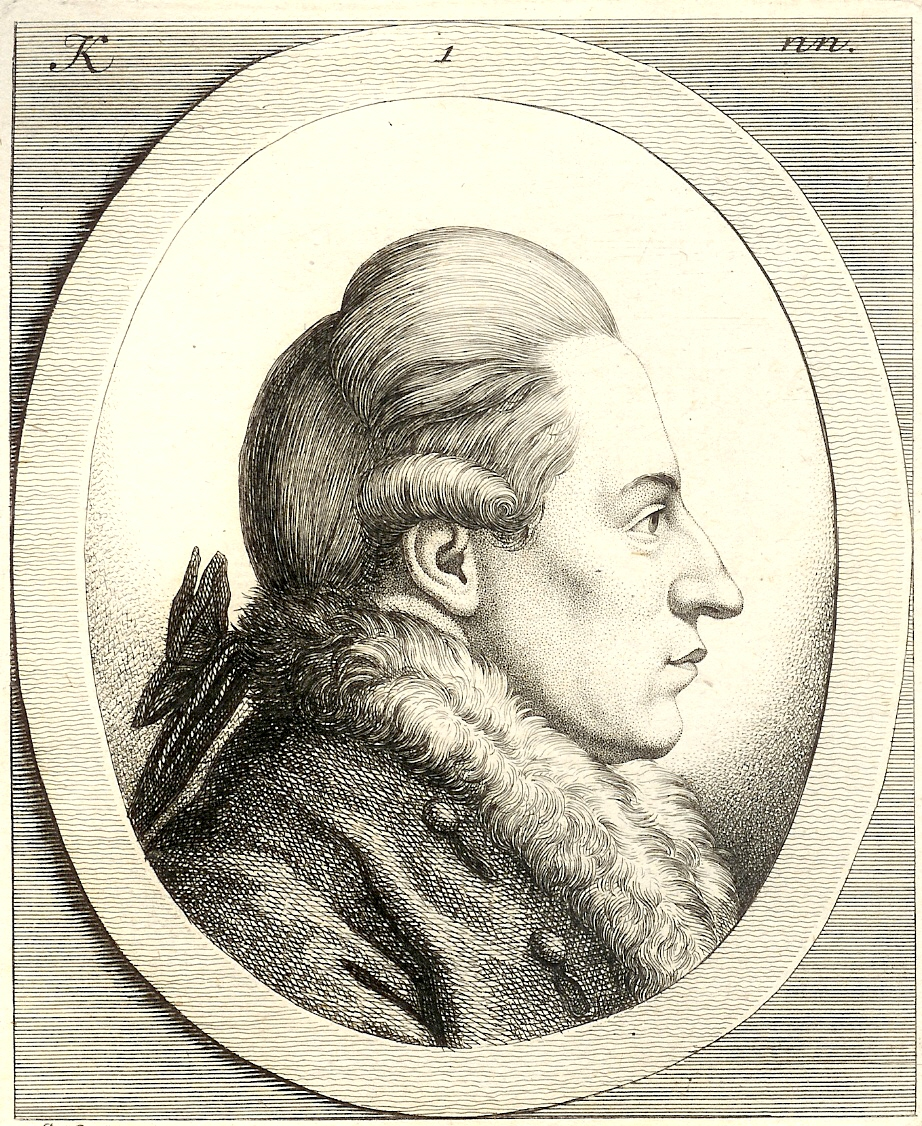
Christoph Kaufmann, incisione su rame intorno al 1775 di Georg Friedrich Schmoll

Era figlio del maestro conciatore di Winterthur, gran consigliere e governatore, Christoph Adrian Kaufmann. A causa di difficoltà personali, non si diplomò e dal 1767 imparò la professione di assistente di farmacista a Berna. Nel 1774 trovò lavoro a Strasburgo, dove ebbe modo di frequentare circoli accademici. Spinto dall'entusiasmo per gli sforzi di riforma dell'istruzione di Johann Bernhard Basedow e per il romanzo educativo Emilio o dell'educazione di Jean-Jacques Rousseau, fondò la "Fratellanza" Educazione Nuova a Strasburgo.
Nel 1775 tornò a Winterthur e iniziò a diventare una figura pubblica. Nel febbraio 1776 trovò un mecenate e uno sponsor in Johann Kaspar Lavater, che vide in lui uno straordinario talento pedagogico. Nel 1776/1777, con una lettera di raccomandazione di Lavater, viaggiò attraverso l'Impero tedesco fino a Dessau per insegnare all'istituto di Basedow, il Philanthropinum. Dopo le prime irruente apparizioni, in cui invocava il ritorno a una vita semplice e a una dieta vegetariana, non riuscì a convincere personalità come il duca Carlo Augusto e Goethe a Weimar e non riuscì a far presa al Philanthropinum.
Nel 1777, dopo un altro peregrinare in Svizzera, si ritirò frustrato a Glarisegg, per dedicarsi alla vita di semplice contadino, seguendo l'esempio di Kleinjogg. Nel 1778 sposò Elise Ziegler a Sciaffusa. Dopo un breve ritiro come agricoltore, con il suo nuovo suocero e governatore Adrian Ziegler a Schloss Hegi, si rivolse poi ai Fratelli Moravi. Nel 1780 seguì la rottura con Lavater. Dal 1781 frequentò alcune lezioni di medicina presso l'Università di Breslavia. Con le fugaci conoscenze mediche, che aveva acquisito durante questi mesi, si prese cura dei Fratelli Moravi e si guadagnò una reputazione attraverso il suo impegno fino alla sua morte, nel 1795.
Kaufmann pubblicò poco e con scarso risultato. La sua importanza risiede nella sua funzione di pacificatore e modello per il movimento letterario dello Sturm und Drang, a cui diede il nome piuttosto casualmente. L'esagerazione di Kaufmann, iniziata in particolare da Lavater, portò alla sua successiva diffamazione come "Apostolo del genio" o "Panurg": un vero Panurg (panúrgos: greco "tuttofare"), da un personaggio di Rabelais con questo nome, che era una persona scaltra, dispettosa, canaglia; Panurgico, malizioso, subdolo, capace di tutto ciò che vuole, volendo tutto ciò che può, fingeva di essere stato in contatto con una generazione precedente e di non aver bisogno di dormire, viveva solo di verdure e latte, faceva cure miracolose come medico, raccontò delle sue gesta eroiche in Persia, mantenne un'ampia corrispondenza e cercò ovunque brave persone infantili, per la cui scoperta sosteneva di avere un dono speciale, motivo per cui fu introdotto e satirizzato nel Faust del pittore Müller sotto il nome di cane da caccia di Dio come persona che agisce. Secondo Riemer, il Satyros di Goethe (sottotitolo: o Il diavolo della foresta divinizzato) avrebbe potuto fare anche il mercante.
Nel noto racconto Lenz di Georg Büchner, Kaufmann conduce, con il poeta Lenz, il celebre Kunstgespräch, in cui Lenz rappresenta la sua concezione antiidealistica dell'arte.

## Opere
- Allerley gesammelt aus Reden und Handschriften grosser und kleiner Männer. 2 Bände. Frankfurt/ Leipzig 1776–1777. Edizione cartacea pubblicata in forma anonima. (Microfiche : Saur, München u. a. 1994, ISBN 3-598-51402-6, ISBN 3-598-50015-7 (edizione parziale), ISBN 3-598-50077-7)